# Karabin HK G3

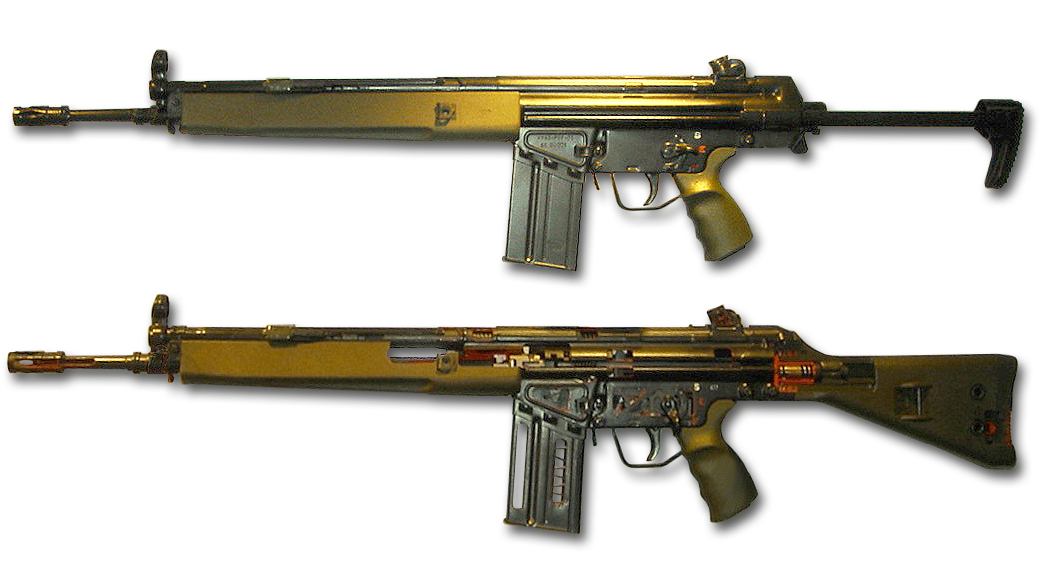
G3A4 (na górze)
G3A3 (na dole)

Gewehr 3 (G3) – niemiecki karabin automatyczny, wersja karabinu automatycznego CETME Modelo B. Od 1959 roku przepisowy karabin Bundeswehry, od 1997 roku zastępowany przez karabin G36.

## Historia
W 1949 roku Werner Heynen (do 1945 roku dyrektor generalny firmy Gustloff-Werke) stworzył za pieniądze rządu hiszpańskiego Centro de Estudios Tecnicos de Materiales Espaciales (CETME) (pol. Ośrodek Badań Technicznych Sprzętu Specjalnego) w Madrycie. W nowym ośrodku badawczym zatrudnienie znalazła spora grupa byłych pracowników zakładów Mauser-Werke, którzy przywieźli ze sobą dokumentację opracowanych pod koniec wojny prototypów karabinów szturmowych. W 1950 roku dołączył do nich Ludwig Vorgrimler.
Konstruktorzy zatrudnieni w CETME skonstruowali w latach 50. XX wieku kilka wzorów karabinów automatycznych wzorowanych na StG45(M). W 1956 roku rozpoczęto produkcję seryjną karabinu CETME Modelo A. W uruchomieniu produkcji pomagali pracownicy firmy Heckler und Koch. W zamian za pomoc otrzymała ona prawa do licencyjnej produkcji karabinu CETME. W 1956 roku partię 400 sztuk Modelo A zakupiła do testów Bundeswehra. Licencję na produkcję tych karabinów zakupiła też holenderska firma Nederlansche Wapen en Munitiefabrik (NWM) z Hetogenbos, która zamierzała zainteresować nim armię holenderską (ostatecznie zakupiła ona w Belgii karabiny FN FAL).
Próby CETME w Niemczech były pomyślne, ale produkcja nie została uruchomiona z powodu protestu firmy Rheinmetall AG posiadającej patent na zamek półswobodny hamowany rolkami. Prawdopodobnie Rheinmetall próbował w ten sposób wymusić na armii niemieckiej zakupy CETME modelo A w firmie NWM (blisko związanej z Rheinmetalem). Ostatecznie uznano, że zamek CETME działa na tej samej zasadzie co zamek rolkowy opatentowany przez Rheinmetall, ale jego konstrukcja jest na tyle odmienna, że nie narusza praw patentowych tej firmy.
W 1958 roku rozpoczęto produkcję zmodernizowanej wersji karabinu CETME oznaczonej jako Modelo B. Została ona przystosowana przez konstruktorów firmy Heckler und Koch do zasilania amunicją 7,62 x 51 mm NATO i w 1959 przyjęta do uzbrojenia armii niemieckiej jako G3.
W następnych latach w firmie HK powstawały kolejne wersje G3. Powstał wtedy karabinek G3K i karabin wyborowy G3ZF.
Konstrukcja karabinu G3 stała się podstawą do opracowania pistoletu maszynowego MP5, karabinów kalibru 5,56 x 45 mm HK 33 (oraz jego wersji nabój 7,62 x 39 mm HK 32) i G41, subkarabinka HK 53, a także karabinów maszynowych kalibru 7,62 mm NATO HK 21, HK 21A1, HK 11A1, HK 11E, HK 21E, karabinu maszynowego kalibru 5,56 mm NATO HK 23E oraz karabinu wyborowego PSG-1.
Karabin G3 został przyjęty do uzbrojenia w 50 krajach, a produkowany był w 15. Obecnie nie jest już produkowany w macierzystych zakładach HK, ale produkcja w innych krajach (np. Turcji) trwa.

## Opis
G3 jest bronią samoczynno-samopowtarzalną. Zasada działania oparta na odrzucie zamka półswobodnego hamowanego rolkami. G3 strzela z zamka zamkniętego. Zamek składa się z tłoka zaporowego i trzonu zamkowego pomiędzy którymi znajdują się rolki opóźniające otwarcie zamka. Mechanizm spustowy tylko do ognia ciągłego i pojedynczego. Bezpiecznik nastawny, połączony z przełącznikiem rodzaju ognia.
G3 jest bronią zasilaną przy pomocy magazynków o pojemności 20 nab.
Lufa zakończona szczelinowym tłumikiem płomienia. Przewód lufy ma 4 bruzdy prawoskrętne o skoku 305 mm. Wewnątrz komory nabojowej wykonane jest 12 rowków Revellego o długości 6 mm ułatwiających wyrzut łuski.
Kolba stała, z tworzywa sztucznego (G3A3), lub składana (G3A4 i G3KA4). Przyrządy celownicze mechaniczne (celownik bębnowy z przeziernikami, o nastawach 200, 300 i 400 m, oraz szczerbinką o nastawie 100 m).
G3 jest przystosowany do miotania granatów nasadkowych.